# Діл-На'од
Діл-На'од (*1-а пол. X ст.) — останній цар Аксуму.

## Життєпис
Молодший син царя Дегнажена. Перед смертю батька вимушен був боротися із старшим братом Анбасою-Ведемом, який оскаржував рішення абуни (єпископа) Петроса щодо обрання спадкоємцем трону Діл-На'ода. В результаті короткої та запеклої боротьби останній здобув перемогу.
Панував близько 10 років. Намагався зберегти підвладні землі від розпаду. Проводив агітацію в Ефіопському нагір'ї на південь від Аксума і відправляв місіонерів до цього регіону. З абуною Саламою I він допоміг побудувати церкву Дебре Ігзіабхер з видом на озеро Гайк. Йому також приписують спорудження монастиря Істефанос.
Вдало воював проти Гедеона IV, царя держави Семін і свого шварга, якому 940 року завдав рішучої поразки, внаслідок чого той загинув. У відповідь небога царя Аксуму — Юдиф, — що стала царицею Семіна, близько 947 року завдала поразки Діл-На'оду, пограбувавши Аксум. Мав дипломатичні відносини з Георгіосом II, царем Мукурри, якому повідомив про пограбування Юдифю Аксуму і просив звернутися до Філотея, патріарха Олександрійського, спрямувати до Аксуму нового абуну.
Незабаром після пограбування Аксуму стикнувся з повстанням свого зятя Мара Такла Гайманот, намісника області Ласта, внаслідок якого він загинув між 850 і 970 роками. Сина Діл-На'ода — Махабар-Ведема — було відправлено до області Амхара, де той отаборився. В подальшому став боротися з династією Загве. Водночас Аксумське царство розпалося.